# Галактионов, Станислав Геннадьевич
Станисла́в Генна́дьевич Галактио́нов (7 марта 1937, Смоленск, СССР — 8 апреля 2011, Мобил, США) — советский и американский биолог, один из основателей молекулярного моделирования. Работал в Минске (ИТМО АН БССР, ВНИИ генетики и селекции промышленных микроорганизмов), Риге (Институт органического синтеза) и Сент-Луисе (Университет Вашингтона), занимался темой предсказания структуры белка. Автор ряда научных и научно-популярных книг и статей по биологии.

## Биография
Его мать, Мирослава, родом из-под Винницы, была полькой, дворянского происхождения. Отец Геннадий — выходец из Сибири 1909 года рождения, наполовину казах, наполовину русский, в детстве был беспризорником. Отец окончил рабфак, потом институт и был направлен на Смоленский машиностроительный завод начальником цеха. Впоследствии был директором завода. Мать Станислава стала технологом, а затем главным инженером на том же заводе.
Станислав родился 7 марта 1937 года. Из-за интернационального состава семьи к трём годам он говорил на трёх языках: русском, польском и украинском (украинцем был второй муж бабушки). В дальнейшем он выучил также белорусский, немецкий, английский, чешский, японский и эсперанто. Впоследствии знание языков позволило ему подрабатывать внештатным переводчиком в Белорусской торговой палате.
Во время войны завод, на котором работали родители Станислава, был эвакуирован в Свердловск, а затем переведён в Кременчуг. В Смоленск семья вернулась в 1946 году. После смерти отца в 1951 году мать Станислава перевели в Минск, главным инженером завода «Ударник». В Минске он окончил 13-ю школу, где учился вместе с будущим известным архитектором Леонидом Левиным. После школы Галактионов поступил в Белорусский лесотехнический институт, а окончив вуз, пошёл работать в Институт биологии АН БССР старшим лаборантом.
С будущей женой Леонорой Михнёвой он познакомился весной 1957 года в минском кружке эсперантистов. Через два года они поженились. В 1996 году, вспоминая этот день, Галактионов написал:

28 августа 1959 года Лора взяла меня за руку и свела в бюро ЗАГС Ворошиловского района г. Минска, снабдив краткой инструкцией:
— Если будут чего спрашивать — говори «Да».
Я так и сказал.
В январе 1960 года Станислав поступил в аспирантуру Института экспериментальной ботаники АН БССР и, окончив её, в 1963 году в 27 лет защитил диссертацию на звание кандидата биологических наук. Диссертация была посвящена влиянию ионов хлора в калийных удобрениях на урожайность картофеля.
В 1967 году он перешёл на работу в Институт тепло- и массобмена АН БССР (ИТМО) в лабораторию под руководством Теодора Перельмана, где создал группу по конформационному анализу пептидов. Докторскую диссертацию по теме «Исследование пространственной молекулярной структуры белков и пептидов» Станислав Галактионов защитил в 1973 году в возрасте 36 лет. Его официальными оппонентами были Евгений Попов и Александр Китайгородский.
В 1977 году, через 3 года после трагической смерти руководителя лаборатории ИТМО Теодора Перельмана во время пожара, Станислав Галактионов вместе со своей научной группой был приглашён на работу в Институт органического синтеза АН Латвийской ССР, который возглавлял академик Гунар Чипенс. Несколько лет Галактионов проработал в Риге вместе с переехавшими туда же Григорием Никифоровичем и Марком Шендеровичем. Там он создал новую группу, которая продолжала свою работу и после его возвращения в Минск.
В Минске Галактионов возглавил лабораторию в составе ВНИИ генетики и селекции промышленных микроорганизмов, где работал до распада СССР. В научной работе он перешёл от пептидов к пространственным структурам больших белков.
В 1991 году Галактионов с женой эмигрировал в США, где уже жила его дочь Елена, ранее вышедшая замуж за американца Корнелиуса Пиллена. Раньше или позже в США переехали многие коллеги Галактионова, в том числе его ближайшие сотрудники — Григорий Никифорович, Марк Шендерович, Леонид Кирнарский и другие. Эмиграция почти в полном составе сотрудников бывшей лаборатории Теодора Перельмана, в которую входила группа Галактионова, была существенной потерей для белорусской науки. После переезда в США Галактионов по рекомендации Григория Никифоровича устроился на работу в Центр молекулярного дизайна Вашингтонского университета в Сент-Луисе под руководством Гарланда Маршалла, где и проработал 10 лет. 6 декабря 1996 года он получил американское гражданство.
В июле 2001 года Станислав Галактионов перенёс тяжёлую черепно-мозговую травму. Произошло обширное кровоизлияние в мозг, которое поставило его на грань смерти. Он выжил благодаря уходу жены и прилетевшей в США сестры Марины. Однако возобновить научную работу уже не смог. Через год после травмы они с женой переселились из Сент-Луиса в Мобил, где жила их дочь с семьёй.
Станислав Галактионов умер 8 апреля 2011 года от осложнения после операции на сердце. Похоронен в ботаническом саду города Мобил в Алабаме.
Жена — Михнёва Леонора Михайловна (1937 г.р., кандидат биологических наук), дочь Елена с мужем, а также внуки Алексей и Михаил после смерти Станислава жили в городе Мобил в Алабаме. Сестра Марина живёт в Минске.

## Научная работа
Основные научные достижения Станислава Галактионова относятся к теме «предсказание структуры белка». Оценивая работу Галактионова, его друг и соавтор, профессор, доктор биологических наук Владимир Юрин писал в 2011 году, что уже в 1970-е годы «С. Г. по глубине научных знаний опережал многие положения бурно развивающейся сегодня молекулярной биологии».
Работая в Институте тепломассобмена АН БССР, Галактионов придумал новый математический алгоритм определения координат любого атома по координатам атомов, предшествующих ему в молекулярной цепочке. Этот метод существенно продвигал возможность построения трехмерной пространственной структуры биологических молекул. Собранная им группа молодых энтузиастов занялась этим перспективным направлением и получила первые результаты расчётов в конце 1960-х годов. В 1970-е годы Галактионов совместно с В. М. Юриным разработал новую теорию, описывающую пассивное прохождение ионов через мембраны растительных клеток.
В научной группе Галактионова работали, кроме него самого, Григорий Никифорович, Семён Шерман, Леонид Кирнарский, Владимир Цейтин и Марк Шендерович. Группой Галактионова в середине 1970-х годов были впервые теоретически рассчитаны пространственные структуры брадикинина. Экспериментальное исследование в лаборатории Института биоорганической химии АН СССР впоследствии подтвердило точность этих расчётов. Во время работы в Институте органического синтеза в Риге Галактионов завершил конформационный анализ ангиотензина, начатый ещё в Минске, и провёл ряд других исследований конформаций биологически активных пептидов. Параллельно он занимался систематизацией математических уравнений лиганд-рецепторных взаимодействий и разработкой теории биологического действия рецепторов.
Работы Галактионова высоко оценивались как в СССР, так и в других странах. В 1989 году один из авторитетнейших молекулярных биологов профессор Гарольд Шерага выражал восхищение результатами работы группы Галактионова и сожаление, что не мог узнать о них раньше из-за ограничений в публикациях советских ученых на Западе.
Монография «Регуляция функций мембран растительных клеток» входит в список основной литературы по курсу «Биомедиаторы в растениях» Кафедры физиологии и биохимии растений биологического факультета БГУ.
Галактионов был очень иронично настроен по отношению к любым условностям и бюрократии в науке. К празднованию Международного женского дня в институте он организовал шуточную защиту диссертаций по «бородоведению». Однажды он включил в число авторов научной статьи жившую в институте черепаху, представив её под именем М. Б. Замской — якобы жены одного из сотрудников. Несмотря на обязанность проверять научные и анкетные данные автора, никто из функционеров этим не озаботился. Григорий Никифорович считает, что «лишь неожиданная смерть черепахи… заставила его отказаться от попытки официально сделать М. Б. Замскую кандидатом наук». Галстук, по его утверждению, он надел ровно два раза в жизни — на собственную свадьбу и защиту докторской диссертации.
В отличие от бюрократизации науки, к самой научной работе он относился сверхсерьёзно. В докторской диссертации, в отличие от обычной фразы соискателя «библиография не претендует на полноту», Галактионов написал, что его «библиография претендует на полноту». И это означало, что все источники на всех языках по теме, доступные на тот момент советскому исследователю, были отмечены в списке литературы.
Он не хотел публиковать любой материал, если в нём не содержалось научной новизны. Например, он категорически отказывался публиковать на английском языке статью, изданную в 1972 году в «Докладах Академии наук БССР», о сопоставлении экспериментальных и расчётных данных по аминокислотам в белках, хотя, по мнению Григория Никифоровича, если бы такое произошло — даже спустя десятилетия — эта статья стала бы одной из самых цитируемых. Такой подход был делом принципа, от которого Галактионов не отступал — иногда даже во вред самому себе. На одной из своих книг он сделал надпись: «Я публикуюсь, следовательно, я существую».

## Взгляды и привычки
Станислав Галактионов негативно относился к коммунистической идеологии и, как пишет коллега Галактионова Григорий Никифорович, перестал читать советские газеты задолго до того, как в самиздате получил соответствующий совет героя Булгакова. Он максимально отгораживался от советской действительности, не вступая в КПСС, не участвуя в политических мероприятиях и так далее. Однако полностью отстраниться не удавалось, и тогда он находил выход в издевательстве над идеологическими ритуалами, доводя их до абсурда и идиотизма. Однажды перед проверяющим из парткома он с коллегами разыграл целый спектакль, обсуждая якобы проведённые в течение года политические занятия, которых на самом деле не было. Доктор философских наук Энгельс Дорошевич вспоминает свои дискуссии с Галактионовым на философскую тематику в молодости и отмечает, что Станислав уже тогда отличался большой эрудицией и мог критически разбирать тезисы Гегеля, а марксизм вовсе за науку не считал.
С окружающими он был подчёркнуто вежлив, коллег и подчинённых всегда называл на «вы» и пользовался огромным уважением среди знавших его людей. Друзья и коллеги за глаза называли его «С. Г.», что означало не «Станислав Галактионов», а «Станислав Геннадьевич». Работая в многонациональной среде и сам будучи смешанного этнического происхождения, Галактионов был полностью лишён какого-либо расизма или ксенофобии. Более того, как утверждают его друзья, он неоднократно в условиях распространённого в Минске антисемитизма старался помочь знакомым евреям, а один раз даже написал заявление с предложением уменьшить зарплату ему вместо увольнения сотрудника-еврея.
В молодости Галактионов принял решение не пить крепких спиртных напитков и с тех пор увлёкся пивом. Он собрал большую коллекцию пивных этикеток, при этом обязательно пробовал все те сорта пива, которые входили в его коллекцию. Поскольку в Сент-Луисе семья Галактионовых жила в «ирландском районе» (Догтауне), то статья о Станиславе в местной газете называлась «Минчанин любит ирландский Догтаун».
Также Галактионов увлекался кулинарией, знал множество рецептов и собирал кулинарные книги. Он даже изобретал собственные рецепты, один из которых (салат «Брадикинин») назвал в честь исследованного им пептида и также состоящий из 9 компонентов.
Многие знавшие Галактионова отмечают присущее ему тонкое чувство юмора. Павел Никифорович пишет, что «его способности шутить с серьёзным выражением лица могли бы позавидовать многие профессиональные комики». В институте он выпускал с коллегами шуточный машинописный альманах к разным знаменательным датам в жизни коллег и событиям в лаборатории. В США с октября 1992 по май 2001 вёл своеобразный публичный дневник в виде ежемесячной юмористической газеты Dokhodyaga News and Daily Woply, которую рассылал многочисленным друзьям и знакомым.

## Публикации
Станислав Галактионов является автором более ста научных работ и нескольких научно-популярных книг.

### Научные монографии
- Галактионов С. Г., Никифорович Г. В., Перельман Т. Л. Диффузия в сложных молекулярных структурах, М., Наука и техника, 1974.
- Юрин В. М., Гончарик М. Н., Галактионов С. Г. Перенос ионов через мембраны растительных клеток. — М.: Наука и техника, 1977.
- Галактионов С. Г. Асимметрия биологических молекул. — Минск: Bышэйшая школа, 1978. — 175 с. — ISBN 5-1332746-А.
- Галактионов С. Г., Никифорович Г. В., Чипенс Г. И., Шендерович М. Д. Ангиотензин. Молекулярные механизмы действия. Рига, Зинатне, 1979.
- Юрин В. М., Иванченко В. М., Галактионов С. Г. Регуляция функций мембран растительных клеток. — Минск: Наука и техника, 1979. — 199 с. — ISBN 5-1362341-А.
- Никифорович Г. В., Галактионов С. Г., Чипенс Г. И. Конформации пептидных биорегуляторов. — М.: Медицина, 1983. — 191 с.
- Галактионов С. Г., Голубович В. П., Шендерович М. Д., Ахрем А. А. Введение в теорию рецепторов. — Минск: Наука и техника, 1986. — 198 с.

### Научно-популярные книги
- Галактионов С. Г., Юрин В. М. Физика биологических мембран. — Минск: Знание, 1976. — 64 с.
- Галактионов С. Г., Никифорович Г. В. Беседы о жизни. — М.: Молодая гвардия, 1977. — (Эврика). — 100 000 экз.
- Галактионов С. Г., Юрин В. М. Ботаники с гальванометром. — М.: Знание, 1979. — 144 с.
- Галактионов С. Г., Юрин В. М. Водоросль сигнализирует об опасности. — М.: Высшая школа, 1980. — 143 с.
- Галактионов С. Г. Биологически активные. — М.: Молодая гвардия, 1988. — 270 с. — (Эврика). — 100 000 экз. — ISBN 978-5-235-00707-9.
- Галакціёнаў С. Г., Яцкевіч Г. М. Рыцар навукі з Нянькава (бел.). — Мінск: Навука і тэхніка, 1989. — 64 с. — (Нашы славутыя землякі. Серыя акадэмічная). — ISBN 978-5-343-00392-5.

Книга «Беседы о жизни» была издана также на болгарском, японском и латышском языках.

### Избранные научные статьи
- Galaktionov S. G., Nikolaichik V. V., Tseitin V. M., Mikhneva L. M. “Middle molecules” — Endotoxins of peptide nature (англ.) // Pharmaceutical Chemistry Journal. — 1983. — November (vol. 17, no. 11). — P. 759—765. — ISSN 0091-150X. — doi:10.1007/BF00765126.
- Rodionov M.A., Galaktionov S.G., Akhrem A.A. Prediction of exposure degree diagram and sites of limited proteolysis in globular proteins as an approach to computer-aided design of protein bioregulators with prolonged action (англ.) // FEBS Letters. — 1987. — 2 November (vol. 223, no. 2). — P. 402—404. — ISSN 0014-5793. — doi:10.1016/0014-5793(87)80327-7.
- Galaktionov S. G., Nikolaichik V. V., Yurin V. M., Birger P. S., Kozlovskaya E. V., Mikhneva L. M., Mazur L. I., Tseitin V. M. Investigation of protectors that modify the damaging action of peptides of the group of “medium-sized molecules” on blood cells (англ.) // Pharmaceutical Chemistry Journal. — 1991. — November (vol. 25, no. 11). — P. 756—760. — ISSN 0091-150X. — doi:10.1007/BF00767250.